# Christoffel van Dijck
Christoffel van Dijck (* ca. 1606 in Dexheim; † 1669 in Amsterdam) war ein niederländischer Drucker und Betreiber einer Schriftgießerei in Amsterdam.
Unter anderem entwarf er für die hebräische Bibel des Manuel Athias (und Sohn Joseph Athias) die als Otiyot Amsterdam („Buchstaben aus Amsterdam“) bekannt gewordene Schrift, die in der Folge von zeitgenössischen Druckern gern kopiert wurde.
Von seinem Werk ist nicht viel mehr erhalten geblieben als Abdrücke seiner Schrifttypen. Seine Bleilettern, Matrizen und Stempel gerieten im Laufe der Jahre in die Hände verschiedener Gießereien, letztlich zu der Firma Joh. Enschedé im niederländischen Haarlem, wo sie im Schmelztopf endeten, weil seine Schriftarten aus der Mode gekommen waren. Der berühmte Schriftentwerfer Jan van Krimpen (1892–1958), der für Enschedé arbeitete, stellte 1937 eine Van Dijck für die Englische Monotype Corporation her.
1992 erteilte Dutch Type Library dem Typographen Gerard Daniëls den Auftrag, auf der Basis des Werkes von Christoffel van Dijck eine neue Schriftfamilie zu entwerfen. So entstand die Schriftart DTL Elzevir. Der Name von Augustijn, der Witwe Daniël Elseviers stand Pate für den Namen dieser Schrift. DTL Elzevir liefert, genau wie das originale Material Christoffel van Dijcks, ein kompaktes und gleichmäßiges Schriftbild und ist daher für Buchproduktionen besonders geeignet.
Die Schrift ist heutzutage auch als DTP-Font erhältlich.
Siehe auch: Barock-Antiqua